# Nika Vojnović
Nika Vojnović (* 22. Oktober 2000 in Zagreb) ist eine kroatische Handballspielerin, die zuletzt für den kroatischen Verein RK Trešnjevka auflief.

## Karriere

### Im Verein
Vojnović spielte anfangs beim ŽRK Lokomotiva Zagreb im Jugendbereich. Ab der Saison 2018/19 gehörte sie dem Erstligakader von Lokomotiva Zagreb an. Vojnović verlor mit Lokomotiva das Finale des EHF European Cups 2020/21 gegen die spanische Mannschaft Rincón Fertilidad Málaga. Eine Woche nach dem verlorenen Europapokalfinale gewann sie mit Lokomotiva den kroatischen Pokal. In der Saison 2021/22 stand Vojnović beim Ligakonkurrenten ŽRK Bjelovar unter Vertrag. In der Saison 2023/24 lief sie für den Zagreber Verein RK Trešnjevka auf.

### In Auswahlmannschaften
Vojnović nahm mit der kroatischen Jugendnationalmannschaft an der U-18-Weltmeisterschaft teil, bei der Kroatien den zwölften Platz belegte. Anschließend gehörte sie dem Kader der kroatischen Juniorinnennationalmannschaft an. Bei der U-19-Europameisterschaft 2019 belegte Kroatien den zehnten Platz.  Mit der kroatischen A-Nationalmannschaft gewann sie die Silbermedaille bei den Mittelmeerspielen 2022.

### Beachhandball
Vojnović nahm mit der kroatischen Jugend-Beachhandballnationalmannschaft an der U-16-Beachhandball-Europameisterschaft 2016 teil und belegte dort den sechsten Platz. Im Turnierverlauf erzielte sie 37 Punkte. Ein Jahr später folgte der zehnte Platz bei der U-17-Beachhandball-Europameisterschaft. Im selben Jahr belegte sie mit der kroatischen Mannschaft BHC Detono Zagreb den zehnten Platz beim Beach Handball Champions Cup. Mit insgesamt 83 Punkten erzielte sie die siebtmeisten Punkte im Wettbewerb. 2018 erreichte sie mit Kroatien den achten Platz bei der U-18-Beachhandball-Europameisterschaft. Vojnović gehörte mit 61 Punkten zu den erfolgreichsten Punktesammlerinnen des Turniers. Im selben Jahr gewann sie bei den Olympischen Jugend-Sommerspielen die Silbermedaille. Mit der kroatischen Beachhandball-Nationalmannschaft nahm sie an der Beachhandball-Europameisterschaft 2023 und an der Beachhandball-Weltmeisterschaft 2024 teil.